# Chromite de fer(II)
La chromite de fer(II) est un composé chimique de formule FeCr2O4. C'est un oxyde mixte composé d'oxyde de chrome(III) et d'oxyde de fer(II).

## Génération

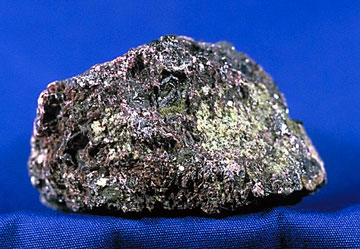
La chromite, un minéral contenant du.

Il est créé par frittage d'oxyde de chrome(III) et d'oxyde de fer(II) à 1 600 °C. Il est également présent dans la nature sous forme du minéral chromite, mais avec de nombreuses impuretés.

## Utilisations
Il est utilisé comme source commerciale de chrome et de ses composés. Il est également utilisé comme catalyseur dans la synthèse de l'hydrogène (H2) à partir de la réaction entre le monoxyde de carbone et la vapeur d'eau.

## Sécurité
Ses particules de poussière peuvent provoquer des irritations. L'inhalation des poussières est à éviter. Elle peut provoquer œdèmes pulmonaires et pneumoconioses. L'ingestion en grande quantité peut provoquer des lésions : gastro-entérites et hémorragies.